# Atrophy
Atrophy ist eine Thrash-Metal-Band aus Tucson, USA.

## Geschichte
Gegründet wurde sie von Chris Lykins, James Gulotta, und Brian Zimmerman. Der ursprüngliche Bandname war Heresy, aber nachdem die Band mit Tim Kelly und Rick Skowron komplettiert wurden, änderten sie ihren Namen.
Im Jahre 1987 produzierte die Band zwei Kassetten-Demos, woraufhin das Major-Label Roadrunner Records auf sie aufmerksam wurde. Sie nahmen zwei Alben auf: Socialized Hate im Jahre 1988 und Violent by Nature im Jahre 1990 und tourten durch die USA und Europa, mit Bands wie Sacred Reich aus Arizona und der Schweizer Band Coroner.
Nach der Europa-Tournee verließ Chris Lykins die Band, um Medizin zu studieren. Die Band versuchte mit neuen Mitgliedern weiterzumachen und man erreichte sogar ein paar Demoaufnahmen für ein drittes Album, jedoch verlor Roadrunner Records das Vertrauen in die Band, da Chris Lykins einer der Haupt-Songwriter der Band war. So kam es, dass die Zusammenarbeit mit dem Label nicht fortgesetzt wurde.
Tim Kelly und James Gulotta gründeten daraufhin die Band Head Circus, in der auch Rick Skowron zeitweise Mitglied war. Es wurde jedoch noch kein Album produziert. Chris Lykins beendete sein Medizinstudium und ist nun ein Fachmann im Bereich der Hals-Nasen-Ohren-Heilkunde. James Gulotta hat ein Geschäft für Dachziegel und Rick Skowron ist Luftfahrttechniker und begeisterter Motorrad-Rennfahrer.

## Stil
Charakteristisch für die Band sind die unter anderem die schnellen Gitarrensoli. Atrophy wird mit Band wie Flotsam and Jetsam und Sacred Reich, aber auch Nuclear Assault, Forbidden und Death Angel verglichen.

## Diskografie

### Studio-Alben
- Socialized Hate (1988)
- Violent by Nature (1990)
- Asylum (2024)

### Demos
- Chemical Dependency (1987)
- Zweites Demo (1987)

### Kompilationen
- Demolition – Scream Your Brains Out! (1988) – Metal Forces Compilation mit den Songs „Chemical Dependency“ und „Preacher, Preacher“